# Улица Мастеркова
Улица Мастерко́ва — улица, расположенная в Южном административном округе города Москвы на территории Даниловского района.

## История
Улица названа в 1970 году в честь Героя Советского Союза А. Б. Мастеркова (1921—1945) — лётчика-истребителя, погибшего в воздушном бою.
Улица существовала ещё до революции. До 1954 года назывался Судаковский проезд — по фамилии домовладельца, с 1954 по 1970 гг. — 4-й Автозаводский проезд, так как рядом была расположена Автозаводская площадь.
Ранее в районе улицы Мастеркова находился Лизин пруд, по преданию вырытый Сергием Радонежским, его племянником Фёдором, основавшим Симонов монастырь, и первыми иноками обители. Этот пруд получил известность и своё название благодаря повести Н. М. Карамзина «Бедная Лиза». В 1930-х годах пруд был ликвидирован, а в конце 1970-х на этом месте было построено административное здание завода «Динамо» (улица Мастеркова, дом 4).
В 2001 году при строительстве Третьего транспортного кольца движение по улице Мастеркова было сделано односторонним. В октябре 2016 года было вновь введено двустороннее движение.

## Расположение
Улица Мастеркова начинается от Автозаводской улицы и идёт на север. Заканчивается переходом в Восточную улицу в месте её пересечения с улицей Ленинская Слобода.

## Примечательные здания и сооружения

### по нечётной стороне
- Дом 3 — салон связи «МегаФон», «Сбербанк России», магазин «Новый Книжный».

### по чётной стороне
- Дом 4 — бывший инженерный корпус завода «Динамо» (архитектор Б. А. Этчин)[4]. Сейчас в здании находятся интернет-магазин «Плеер.ру», «Московский кредитный банк», «Альфа-банк», «Максима Панорама Отель» и др.
- Дом 8 — «МТС-банк» и др.

## Транспорт
- Станции «Автозаводская» Московского метрополитена и Московского центрального кольца
- Автобусы 766, c799, с835, 944